# Adolf Lindroth
Carl Adolf Lindroth, född 17 maj 1876 i Stockholm, död 3 februari 1954 i Stockholm, var en svensk grosshandlare.
Lindroth bedrev handels- och språkstudier i Tyskland, Portugal, Frankrike och England 1896–1902 samt var reservofficer vid Livgardet till häst 1896–1918. Han var anställd i firma N M Höglunds Söner & Co i Stockholm 1900–1913 och i AB The Swedish Trading Co i Stockholm 1914–1917. Han var delägare i vinimportfirman Herman Tydéns Efterträdare i Stockholm 1916–1918, grundade egna firman C A Lindroth export och import i Stockholm 1917, blev delägare i firma P B Romare & Co i Stockholm 1920 där han blev ensam innehavare 1924 och blev innehavare av firma C A Lindroth Lissabon (Lindroth & Fernandes) 1923. Han var portugisisk vicekonsul i Stockholm 1905–1929.
Adolf Lindroth var son till grosshandlaren Carl Anders Lindroth och Clara Höglund. Han var från 1913 gift med Elna Ekebohm (1888–1960). De fick barnen Anders Lindroth (1914–2005), Kjerstin Sohlberg (1915–2016) och Margareta Lindroth (1920–2006).